# Послаблювальна гарячка
Послаблювальна гарячка (також Ремітивна / Ремітуюча гарячка; англ. remittent fever; лат. febris remittens) — тип гарячки, при якому спостерігається постійно підвищена вище норми температура тіла, добові коливання якої перевищують 1°С на відміну від гарячки постійного типу. Зустрічається при багатьох хворобах. Взагалі гарячка при більшості інфекційних захворювань має послаблювальний характер. Таке підвищення температури тіла характерне для туберкульозу, гнійних захворювань (як то, при тазовому абсцесі, емпіємі жовчного міхура, рановій інфекції), а також для злоякісних новоутворень. 
Для більшості бактерійних інфекційних хвороб наявність послаблювальної гарячки свідчить про дискретний характер бактеріємії.